# Parafia wojskowa św. Wojciecha w Wejherowie
Parafia personalna Wojska Polskiego pw. św. Wojciecha w Wejherowie – rzymskokatolicka parafia personalna usytuowana w wejherowskiej dzielnicy Zachodniej przy ulicy Sobieskiego. Wchodzi w skład w dekanatu Marynarki Wojennej w Ordynariacie Polowym Wojska Polskiego. Parafia została erygowana 24 października 2016 i swoim zasięgiem obejmuje również garnizon Władysławowo.

## Proboszczowie
- 2016–2021: ks. kmdr ppor. Adam Tur[1][2]
- 2021–2022: ks. mjr Hubert Andrzejewski
  - administrator parafii
- od 5 XI 2022: ks. por. Paweł Jaworski[3]
  - administrator parafii